# Epidemia di risate del Tanganica
L'epidemia di risate del Tanganica è stata un'isteria di massa scoppiata nel 1962 in un istituto scolastico femminile di Kashasha e diffuso nel corso dell'anno nel nord-ovest del Tanganica, attualmente Tanzania. Secondo le stime, ha colpito circa 14 scuole e oltre 1 000 abitanti ma senza causare morti o danni permanenti e scomparendo dopo circa due anni e mezzo dal primo caso.
L'accaduto ha suscitato notevole interesse nell'opinione pubblica a causa dello stridente contrasto generato dall'accostamento del piacevole, il momento della risata, ad un evento patologico. Inoltre, l'epidemia ebbe un contributo da non sottovalutare sulla concezione stessa di risata, sulla sua contagiosità, sulle sue possibili cause anomale e sulla sua universalità.

## Distribuzione epidemiologica
La distribuzione del contagio ha visto una fortissima prevalenza di donne, con maggiore incidenza nella porzione adolescenziale. Tra le caratteristiche dell'epidemia si nota, inoltre, una notevole maggioranza di infetti appartenenti ai ceti più umili della società locale, mentre i membri delle sfere medio-alte della popolazione non hanno riportato alcuna contaminazione.
Secondo la ricerca eziologica più accreditata dell’epidemia in questione, questo tipo di distribuzioni sono indicative. Infatti, i soggetti affetti sono vittime di enormi pressioni a causa della loro condizione sociale, e i sintomi presentati potrebbero essere considerati come un’ultima risorsa per esprimere impotenza in caso di situazioni fortemente stressanti.

## Storia

### Inizio dell'epidemia
L'epidemia ha inizio il 30 gennaio 1962 in una scuola per sole donne gestita da una missione umanitaria nella circoscrizione rurale di Kashasha, non lontano dal Lago Victoria. Tre studentesse hanno iniziato a comportarsi in maniera anormale. Gli ufficiali medici locali A.M. Rankin e P.J. Philp, nel loro resoconto, parlano di ragazze in preda ad attacchi isterici, crisi di pianto e risate incontrollate che si sono successivamente diffuse al punto da paralizzare un'intera nazione per svariati mesi.
A seguito dell'evento, 95 delle 159 studentesse sono state contagiate dalla malattia. Dopo questa prima fase, avvenuta tra il 30 gennaio e il 18 marzo 1962, la scuola è stata chiusa ma, una volta riaperta, si è abbattuta sulla popolazione studentesca una seconda ondata della malattia tra il 21 maggio e il 30 giugno 1962. In quest'ultima ondata, dei 159 studenti della scuola ne sono stati colpiti 57, un numero inferiore rispetto alla prima fase. Per di più, nonostante le studentesse dormissero in due camerate differenti, con una distribuzione uniforme di età tra i 12 e 18 anni, in nessuna delle due fasi è stata colpita la maggioranza delle ragazze di un dormitorio o dell'altro, perciò si può dedurre che la distribuzione della malattia ha seguito, in quel caso, uno schema causale.

### Diffusione della malattia
Molte ragazze che frequentavano la scuola di Kashasha provenivano dal villaggio di Nshamba, situato 55 miglia a est di Bukoba. Dieci giorni dopo la chiusura della scuola nella città di Kashasha e il rientro delle ragazze al villaggio, la malattia ha iniziato a diffondersi rapidamente e si è creato un nuovo focolaio che tra l'aprile e il maggio del 1962 è arrivato a contare 217 casi tra gli abitanti del villaggio. La maggior parte delle persone colpite nel villaggio di Nshamba erano giovani adulti di entrambi i sessi.
In aggiunta, un altro focolaio della malattia si è sviluppato nella scuola media femminile di Ramashenye nella periferia di Bukoba. Il contagio ha raggiunto la scuola media in seguito al rientro di alcune studentesse che risiedevano nelle vicinanze dalla scuola di Kashasha. Su un totale di 154 studentesse se ne sono ammalate 48, costringendo la scuola alla chiusura il 17 giugno 1962.
In seguito alla circoscrizione della scuola di Ramashenye, il contagio si è allargato nuovamente, e pericolosamente, raggiungendo il villaggio di Kanyangereka, situato a 20 miglia da Bukoba. Il 17 giugno 1962 è stato deciso di rimandare a casa una delle studentesse della scuola media che aveva contratto la malattia, in quanto nel plesso scolastico non è stato possibile prendersi cura di lei e tenerla sotto controllo. La famiglia dell'allieva era residente nel villaggio di Kanyangereka, il quale è risultato essere il primo a essere colpito dalla malattia dopo il rientro della ragazza, il 18 giugno. Infatti, la sorella, il fratello e la matrigna della studentessa di Kashasha hanno subito iniziato ad accusare i sintomi. Nei giorni successivi, anche altre persone del posto hanno iniziato a manifestare i sintomi, e due scuole maschili, a circa 10 miglia, sono state costrette a chiudere a causa dell'incontrollabilità dell'epidemia.

## Riepilogo temporale
L’epidemia del Tanganyika ha coinvolto i villaggi di Kashasha, Nshamba, Ramashenye e Kanyangereka.
In ognuno di essi si è riscontrato un diverso numero di soggetti affetti da questa anomalia comportamentale in archi temporali differenti, in particolare è possibile riassumere l'andamento dell'epidemia nelle seguenti tabelle.

### Nel villaggio di Kashasha
|             | Prima fase                          | Seconda fase |
| ----------- | ----------------------------------- | ------------ |
| Inizio      | 30/01/1962                          | 21/05/1962   |
| Fine        | 18/03/1962                          | 30/06/1962   |
| Durata      | 48 giorni                           | 41 giorni    |
| Conseguenze | chiusura della scuola il 18/03/1962 |              |

### Nel villaggio di Nshamba
| Inizio             | 28/03/1962 |
| Fine               | 30/04/1962 |
| Durata             | 34 giorni  |
| Abitanti coinvolti | 217/10.000 |

### Nella scuola media femminile del villaggio di Ramashenye
| Inizio           | 10/06/1962 |
| Fine             | 18/06/1962 |
| Durata           | 8 giorni   |
| Alunne coinvolte | 48/154     |

## Segni e sintomi
L'epidemia di Bukoba non segue lo schema classico caratteristico di molte isterie di massa. I pazienti hanno riportato di essere venuti a contatto con dei contagiati poco tempo prima della comparsa dei sintomi. Il tempo di incubazione varia dalle poche ore ad alcuni giorni, ma l’insorgenza della malattia è immediata, con attacchi o scompensi emotivi che si manifestano con riso e pianto. La durata è molto variabile e va da pochi minuti a un paio di ore.
Un altro dato da non lasciare nell’ombra è quello riguardante l’avanzamento nei vari gruppi sociali. Infatti, nelle scuole e nei posti di lavoro i sintomi non durano nel tempo tanto quanto quelli manifestati dalle comunità più chiuse quali le famiglie.
Si possono rilevare anche episodi di violenza in risposta a tentativi di bloccaggio. Il paziente in questione potrebbe riportare forte confusione e manie di persecuzione, che insieme agli altri epifenomeni del contagio risulta essere fortemente limitante per lo svolgimento delle mansioni quotidiane dei contagiati. Si registra, tuttavia, un'assenza di palesi sintomatologie fisiche anomale, solamente alcuni individui hanno riscontrato problemi all’organismo causati da forte ansia, come dolore addominale, oppressione toracica, vertigini, svenimento, mal di testa, iperventilazione e palpitazioni. Alcuni di essi sono stati soggetti anche a disfunzioni motorie quali convulsioni, ballo e corsa senza meta e senza senso. Le maggiori anomalie vengono manifestate a livello del sistema nervoso centrale: eccessiva dilatazione delle pupille (anche se sempre reattive alla luce) e riflessi esagerati a livello dei tendini degli arti inferiori. Non sono stati riportati tremori, perdita di coscienza o alcun irrigidimento del collo.

## Eziologia
La questione epidemiologica è stata trattata da studiosi del settore che sono giunti, spesso, a conclusioni contrastanti ed ambigue. Fondamentalmente, sono due le ragioni per cui l’evento è fortemente discusso: in primo piano vi è l’interesse per l’opposizione tra l’ironia e la gravità della situazione, dall’altro molti specialisti si sono interessati per gli aspetti psicologici, medici e culturali. Il principale fraintendimento, purtroppo, sta nella convinzione che l’epidemia sia correlata al divertimento e all’umorismo. La ricerca sull'eziologia della malattia ha, quindi, intrapreso principalmente tre vie: infettiva, tossicologica o psicologica.

### Ipotesi infettiva
Data la trasmissione interpersonale dei sintomi, il pensiero iniziale è stato quello della presenza di un patogeno di tipo virale con trasmissione aerea. Anche negli anni a seguire sono state formulate varie ipotesi di tipo infettivo, come quella dei neurologi americani Hanna Damasio e Antonio Damasio. Gli studiosi hanno ritenuto impossibile un'eziologia puramente psicologica in un caso di tale reazione di massa: hanno suggerito, infatti, la probabilità della presenza di un tipo di encefalite nella porzione basale del cervello. Al tempo dell'epidemia, però, sono state effettuate 17 punture lombari e delle ricerche in ambito batteriologico, che non hanno mostrato alcuna anomalia, così come uno studio della formula leucocitaria.

### Ipotesi tossicologica
Parallelamente è stata ipotizzata un'intossicazione alimentare, e, per verificare questa congettura, sono stati controllati i luoghi di provenienza dei rifornimenti di cibo e acqua dei collegi dove comparvero i primi focolai. L'istituto di Kashasha era approvvigionato di banane Matoke, fagioli e carne dai villaggi vicini, che non hanno riportato nessun caso. Anche il tracciamento della farina di granturco, utilizzata dagli istituti di Kashasha e di Ramashenye, proveniente da Bukoba, e che riforniva anche l'ospedale della città e altre scuole, non ha portato a nessun risultato indicativo.

### Ipotesi psicologica
L'esclusione di un'eziologia infettiva e tossicologica ha aperto la strada per una ricerca in ambito psicologico. L'idea di un'isteria di massa è stata del tutto nuova per le popolazioni locali, il cui vocabolario non prevedeva ancora nessun segno linguistico che la descrivesse. Un'ulteriore incomprensione della genesi dei sintomi è stata quella di assumere che dietro il riso dei contagiati si celasse dell'umorismo o, comunque, del piacere, ignorando i disagi che i sintomi comportavano per le vittime stesse. Nonostante le prime interpretazioni suggerissero questo tipo di soluzioni banali, quali una contagiosità della risata umoristica, la ricerca ha compreso subito la profonda differenza tra un puro umorismo e i fenomeni isterici di cui i villaggi africani sono stati vittime. Un esponente di punta della psicologia locale, Kroeber Rugeiyamu, ha subito riconosciuto la sintomatologia presentata in Tanganica come simile a fenomeni rilevati in altre zone dell'Africa, anche se di portata inferiore. Lo stesso studioso è stato uno dei primi ad ipotizzare che l'eziologia era da ricercare nell'accumulo di stress nei soggetti affetti. Ad oggi, gli eventi di Bukoba sono considerati un caso di malattia psicogena di massa di tipo motorio, causata prevalentemente da condizioni di forte stress, che si accumula e si manifesta nella psicosi. Un aspetto leggermente più speculativo dell'ipotesi, vede nella malattia, e in particolar modo nella "condizione di malato", un'inconscia via di fuga dalla situazione di sovraffaticamento psichico. I sintomi arriverebbero ad essere una giustificazione socialmente accettabile di un comportamento socialmente inaccettabile (come lasciare il posto di lavoro o la scuola).
Gli episodi del Tanganica sembrano coincidere perfettamente con il profilo clinico delle malattie psicologiche di massa (MPI - Mass Psychogenic Illness): l'epidemia si è manifestata, infatti, tra i ceti più bassi della società, con un'altissima percentuale femminile, proprio quella porzione di popolazione costretta a somatizzare stress e tensione psicologica. Rugeiyamu ha sottolineato, infatti, che il primo focolaio esplose in un istituto scolastico dove le studentesse erano passate dalla libertà di casa propria ad un regime di vita piuttosto severo e rigoroso. Altro elemento traumatico fu il confronto con professori, i quali erano per la maggior parte occidentali, aspetto che rendeva ancora più difficile e tensivo il distacco con la precedente vita domestica. Inoltre, il contesto socio-politico di quell'area, in quel periodo, ha condizionato profondamente lo stato psicologico della popolazione generale. La Tanganyika è stata una colonia, prima tedesca poi britannica, sin dal 1880, ma solo dopo la fine della seconda guerra mondiale sono nati i primi movimenti indipendentisti e, solo nel dicembre del 1961, il Tanganica ha ottenuto la piena indipendenza. Ciò precede temporalmente di soli due mesi la comparsa del primo caso. In aggiunta, lo stress causato dall’ottenimento dell'indipendenza è stato probabilmente incrementato dal radicale e improvviso abbandono della divisione razziale nelle scuole avvenuto il 1º gennaio del 1962. Una situazione simile la stavano vivendo anche le neonate nazioni confinanti, come il Burundi o il Kenya, dove sono state poi riportate alcune varianti di questa epidemia. Il Tanganica è stato soggetto a profonde e radicali riforme scolastiche; questi fattori potrebbero essere stati causa di sentimenti forti che la scuola stessa tendeva a reprimere, facendo così sfociare questi impulsi in un comportamento aggressivo-compulsivo o in una qualche forma di isteria. Altri studi in merito al legame tra contesto socio-culturale e isteria di massa sono stati condotti da alcuni ricercatori in Malaysia che giunsero alle medesime conclusioni.